# Порт Нелсон (Манитоба)
Порт Нелсон (Манитоба) (енгл. Port Nelson, фр. Port Nelson (Manitoba)) се налази у заливу Хадсон у Манитоби, Канада, на ушћу реке Нелсон. Највећи број становника почетком 20. века био је око 1.000 људи, али данас је то град духова. Непосредно на југоистоку је ушће реке Хејс и насеље Јорк Фактори. Неки извори користе „Порт Нелсон“ да означавају регион око ушћа две наведене реке.

## Историја

### Рана историја
Име Порт Нелсон је дао велшанин Томас Батон који је ту презимио 1612. године. „15. августа 1612. капетан Томас Батон је у потрази за луком на западној обали Хадсоновог залива у којој би могао да поправи штету на броду насталу током јаке олује, открио је ушће велике реке коју је назвао Порт Нелсон, по имену свог бродског мајстора једрења, који је ту умро и којег је ту сахранио.“
У периоду од 1660. до 1870. године, када су многи ловци и замкари Асинибојни и Свампи Кри постали посредници у привреди трговине крзном компаније Хадсон Беј, у западној Канади су Кри индијанце почели да се деле у „три различите групе: Вудланд Кри , Плејнс Кри и Свампи Кри (Реј 1998).“ Свампи Кри и Асинибојни су користили реку Нелсон, заједно са реком Хејс, као главне унутрашње путеве до великог језера, језера Винипег. Иако је река Нелсон много већа, река Хајнс је био бољи пут у унутрашњост. Због тога је највећи део трговине компаније Хадсон Беј обављала фабрика Јорк на Хајесу, која је изграђена 1684. године. Године 1694-95, мисионар Марест је забележио „Асинибојне су удаљене тридесет пет или четрдесет дана путовања од тврђаве Порт Нелсон.“
„Више од две стотине година, у просеку од два до пет једрењака, често у пратеи ратних бродова, годишње је пловило из Европе и Америке до Порт Нелсона, или других лука у Хадсоновом заливу и враћало се са теретом исте сезоне, преко јединог доступног пута, Хадсоновог мореуза.“

### 20. век процват и пад
Почетком 1900-их, влада Канаде је сматрала да је потребна велика лука у заливу Хадсон за отпрему житарица из централне Канаде. Године 1912. Порт Нелсон је изабран, недалеко од насеља Черчил (на ушћу реке Черчил) да постане крај железничке пруге у заливу Хадсон, чија је изградња већ почела од Паса 1910. године.
У зиму 1912-13. локалитет је потврђен и у пролеће је почела изградња пристаништа, а затим су током лета изграђене зграде и друга инфраструктура. Потпуно нови канадски истраживачки брод ЦСС Акадија (CSS Canadian Survey Ship) послат је из Халифакса да уцрта луку и прилазе у лето 1913. и 1914. године. Цео пројекат у луци је од почетка био пун проблема, недостатак материјала, радни спорови, олује, пожари и несреће на чамцима довели су до великих одлагања. Још један недостатак био је неопходност потпуног редизајнирања луке јер је брза река Нелсон стварала муљ са обе стране пристаништа. Стога је лука промењена у мало вештачко острво. Острво је било повезано са копном помоћу моста од седамнаест распона, који је изградила компанија Доминион Бриџ из Монтреала. Као сећање на златно доба на острву тренутно лежи брод који је оштећен и отписан.
Када је Канада ушла у Први светски рат, то је довело до даљег недостатка материјала и радне снаге, и још важније, губитка политичке и финансијске подршке. Пројекат је могао да се настави још неколико година до 1918. године када су сви радови престали и локација је напуштена. Цео пројекат је наишао на велике критике неколико политичара, медија, који су га назвали „гигантском грешком“.
Железница у заливу Хадсон никада није стигла до Порт Нелсона и њене пруге су биле напуштене све до 1927. године када је град Черчил изабран да постане северно бродско чвориште. Изградња железнице је поново започета 1927. године и завршена 1929. године.
Године 1989. Паркс Канада је започео пројекат усмене историје у фабрици у Јорку који је укључивао прикупљање прича од стране Свампи Кри стараца. Флора Берди, жена из Јорк Фактори Кри индијанаца, да бо помогла пројекат  сакупљала је приче и правила је интервјуе са чак четрнаест старешина, од којих су неки живели у Порт Нелсону.